# نجف أباد (سررود الجنوبي)
نجف أباد (بالفارسية: نجف‌آباد) هي قرية تقع في إيران في قسم سررود الجنوبي الريفي. يقدر عدد سكانها بـ 5,913 نسمة .